# Frederick A. Schroeder

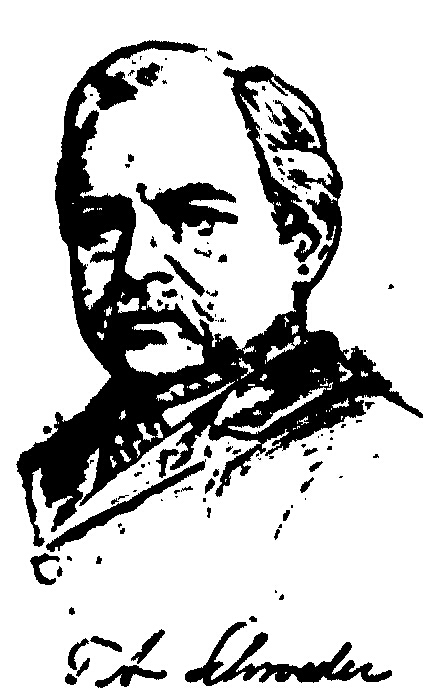
Frederick A. Schroeder, Zeichnung, 1898

Friedrich Anton Schröder (* 9. März 1833 in Trier; † 1. Dezember 1899 in New York City) war ein amerikanischer Industrieller und Politiker deutscher Herkunft. Als Bürgermeister der Stadt Brooklyn vor ihrer Vereinigung mit New York und als Mitglied im Senat von New York erwarb er sich Verdienste als Kämpfer gegen die Korruption und für eine effizientere Stadtverwaltung.

## Jugend
Friedrich Anton Schröder war der Sohn des Kaufmannes Michael Schröder und von Salome Schröder, geb, Abel. Der Vater war später als Landvermesser arbeitete. Ab 1841 besuchte er das Gymnasium zu Trier in Trier. Schröder war ein schlechter Schüler und verließ die Schule 1848 ohne Abschlusszeugnis. Am 18. März 1848 starb seine Mutter. 1849 wanderte Schröder mit seinem Vater und zwei Schwestern nach Amerika aus. Möglicherweise stand die Auswanderung der Familie mit den Unruhen des Jahres 1848 in Zusammenhang.

## Wirtschaftlicher Erfolg
In den USA nannte er sich Frederick A. Schroeder und arbeitete zunächst als Tabakarbeiter. Diesen Beruf hatte er noch in Deutschland in der Zeit zwischen dem Schulabgang und der Auswanderung erlernt. Tabakarbeiter waren damals sehr gesucht, so dass eine Ausbildung in diesem Bereich eine gute Vorbereitung auf die Auswanderung darstellte.
Bereits 1852 war Schroeder in der Lage, gemeinsam mit seinem Partner Isidore M. Bon eine eigene Tabakfabrik zu gründen. Nachdem er die Tabakfabrik jahrelang erfolgreich betrieben hatte, verlegte sich Schroeder ab 1867 auf den Import von Tabak. Ebenfalls im Jahr 1867 gehörte Schroeder zu den Gründern der Germania Savings Bank, deren Präsident er bis zu seinem Tod blieb.
Im Jahr 1894 unterlagen Schroeder und Isidore Bon in einem Rechtsstreit um den für eine Tabaklieferung zu entrichtenden Zoll vor dem US Supreme Court.

## Politische Laufbahn
Im Jahr 1871 übernahm Schroeder erstmals ein politisches Amt. Auf Vorschlag der Republikaner wurde er zum Comptroller der Stadt Brooklyn gewählt und war damit für ein Jahr für den Haushalt und die Finanzen der Stadt zuständig. Eine Wiederwahl lehnte er ab, wurde aber 1875 wiederum auf Vorschlag der Republikaner zum Bürgermeister (Mayor) der Stadt gewählt. In beiden Ämtern profilierte sich Schroeder als Widersacher des „Brooklyn Ring“, einer Vereinigung (Political Machine) unter dem „Boss“ der Demokraten, Hugh McLaughlin, welche die Stadtverwaltung in der damaligen Zeit mit Hilfe von Ämterpatronage und Klientelpolitik beherrschte.
Nach dem Ende seiner Amtszeit als Bürgermeister setzte Schroeder seine politische Laufbahn ab 1878 im Senat des Staates New York fort. Als Senator arbeitete er vor allem am Erlass einer neuen City Charter (Stadtverfassung) für Brooklyn. Die neue Verfassung stärkte die Kompetenzen des Bürgermeisters und ersetzte das bisherige System, in dem dreiköpfige Kommissionen an der Spitze der städtischen Verwaltungsressorts standen, durch alleinverantwortliche Ressortleiter.
Als 1880 auch seine Amtszeit als Senator abgelaufen war, zog sich Schroeder aus der Politik zurück. Mehrfach wurde ihm die Nominierung als republikanischer Kandidat für hohe Ämter angetragen. So bot man ihm 1885 erneut die Kandidatur für das Amt des Bürgermeisters von Brooklyn an. 1891 war Schroeder für die Position des Gouverneurs des Staats New York im Gespräch. Kurz vor der Vereinigung von Brooklyn mit New York wurde eine Kandidatur Schroeders für das Amt des Bürgermeisters von Greater New York diskutiert, wobei der bekannte Seth Low, einst mittelbarer Nachfolger von Schroeder als Mayor von Brooklyn, bereit gewesen sein soll, zugunsten Schroeders zu verzichten. Alle diese Angebote schlug Schroeder aus. Der Grund für die Ablehnung der Kandidatur als Gouverneur war die Befürwortung der Prohibition durch führende Republikaner im Staat.

## Tod
In seinen letzten Lebensjahren reiste Schroeder mehrfach nach Europa. Dass er dabei in seine alte Heimat zurückkehrte, ist nicht ersichtlich. Schroeder starb an einer Lungenentzündung, die er sich bei der Beerdigung einer seiner Töchter zugezogen hatte. Fünf weitere Töchter, ein Sohn (Edwin A. Schroeder, † 1902) und seine Ehefrau Mary Jane geb. Rusher, die er 1854 geheiratet hatte (1830–1913), überlebten ihn.
Schroeder wurde auf dem Green-Wood Cemetery in Brooklyn bestattet. Beide Kammern des Stadtparlaments von New York verabschiedeten Gedenkresolutionen zu Ehren von Frederick Schroeder. Auch in Trier wurde der berühmte Auswanderer betrauert.

## Ehrungen
Nach ihm wurde die „Schroeders Avenue“ benannt.

## Nachweise
1. ↑  Gregor Brand: Frederick A. Schroeder (Eifel-Zeitung). Abgerufen am 10. November 2015.
2. ↑  So die Behauptung im Nachruf der New York Times, Death of Mr. Schroeder, 2. Dezember 1899, im Internet unter query.nytimes.com
3. ↑  Zur weiteren Geschichte dieses Instituts, das nach Namensänderungen und Fusionen unter dem Namen "Crossland Savings, FSB" im Jahr 1992 spektakulär zusammenbrach, vgl. die Website zur New York Bank History unter scripophily.com und den Bericht der Federal Deposit Insurance Company (FDIC), in dem Band "Managing the Crisis: The FDIC and RTC Experience", Bd. 1, Kapitel 11, S. 685–704, im Internet unter fdic.gov (Memento des Originals vom 19. Dezember 2008 im Internet Archive)  Info: Der Archivlink wurde automatisch eingesetzt und noch nicht geprüft. Bitte prüfe Original- und Archivlink gemäß Anleitung und entferne dann diesen Hinweis. (PDF)
4. ↑  Erhardt v. Schroeder, 155 U.S. 124 (1894), im Internet unter caselaw.lp.findlaw.com
5. ↑  The Brooklyn Charter, New York Times, 6. April 1896, im Internet unter query.nytimes.com
6. ↑  The Republican Nominee, New York Times vom 2. Oktober 1885, im Internet unter query.nytimes.com
7. ↑  
He Is Not A Candidate, New York Times vom 6. Juli 1891, im Internet unter query.nytimes.com
8. ↑  Ex-Mayor Schroeder Approached, New York Times vom 28. August 1897, im Internet unter query.nytimes.com
9. ↑  Suicide of a New Yorker, New York Times vom 15. Oktober 1902, im Internet unter query.nytimes.com
10. ↑  Frederick A Schroeder in der Datenbank Find a Grave, abgerufen am 10. Januar 2023.

| Personendaten    | Personendaten                                      |
| ---------------- | -------------------------------------------------- |
| NAME             | Schroeder, Frederick A.                            |
| ALTERNATIVNAMEN  | Schröder, Friedrich Anton (Geburtsname)            |
| KURZBESCHREIBUNG | deutsch-amerikanischer Industrieller und Politiker |
| GEBURTSDATUM     | 9. März 1833                                       |
| GEBURTSORT       | Trier                                              |
| STERBEDATUM      | 1. Dezember 1899                                   |
| STERBEORT        | New York City                                      |